# Кардинальская шапка
Кардинальская шапка — один из главных символов облачения кардиналов Римско-католической Церкви. Впервые красная шапка была дарована кардиналам папой римским Иннокентием IV в 1245 году. Красный цвет символизирует готовность её носителя проливать кровь за веру и за Церковь.
Первоначально только шапка символизировала присвоение человеку сана кардинала, впоследствии всё облачение кардиналов стало красным и кардиналов стали именовать пурпуроносцами. Фразы «дать кардинальскую шапку», «получить кардинальскую шапку» означали возведение кого-либо в достоинство кардинала.
Исторически существует три вида кардинальских шапок:
- Галеро — самая древняя, широкополая шляпа с кисточками. После Второго Ватиканского Собора была упразднена.
- Биретта — появилась приблизительно в XV-XVI веках, имеет форму квадратного берета. В настоящее время используется и является главным символом кардинальского облачения.
- Дзуккетто (пилеолус) — небольшая камилавка красного цвета. В настоящее время используется и является повседневным головным убором кардиналов.

На консистории, когда происходит процедура возведения кардинала в сан, новоиспечённый пурпуроносец подходит к Папе римскому, становится на колени, и Папа, провозглашая формулу возведения в кардиналы, возлагает на его голову кардинальскую шапку, после чего новый князь Церкви целует руку понтифика. Процедура сохраняется неизменной со времён Средних веков до настоящего времени, за исключением того, что изначально использовалась галеро, а ныне используется биретта.
Папа римский Климент XIII говорил: «Папа может дать шапку, но не может дать голову».

## Галерея

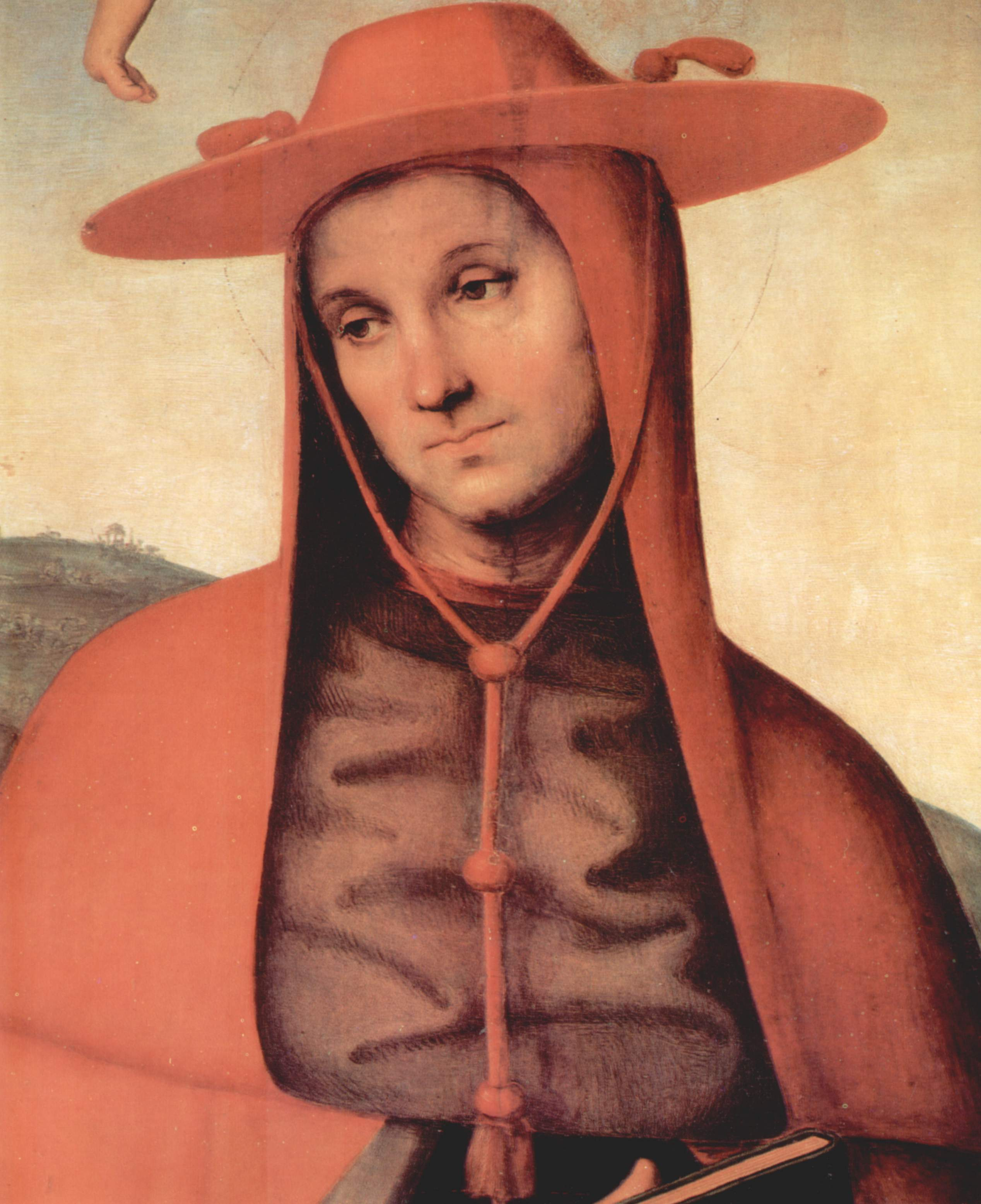
Кардинальское галеро
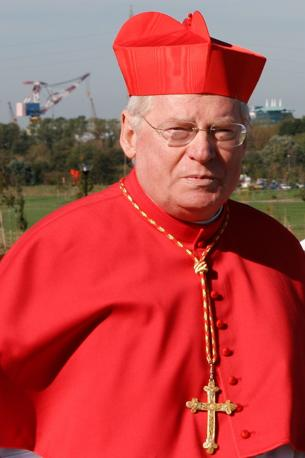
Кардинальская биретта
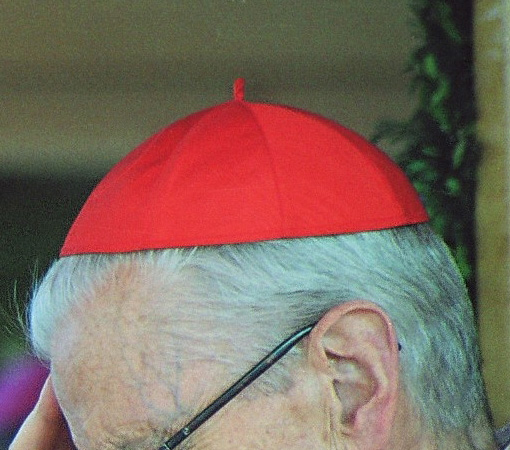
Кардинальская дзуккетто